# José Emilio Pacheco
José Emilio Pacheco Berny (Città del Messico, 30 giugno 1939 – Città del Messico, 26 gennaio 2014) è stato un poeta, scrittore e traduttore messicano.
Docente all'università del Maryland, nel 1986 divenne membro del Colegio nacional messicano; vinse nel 2003 il premio Octavio Paz e nel 2004 il premio Pablo Neruda.

## Poesie
- Los elementos de la noche (1963)
- El reposo del fuego (1966)
- No me preguntes cómo pasa el tiempo (1970)
- Irás y no volverás (1973)
- Islas a la deriva (1976)
- Desde entonces (1979)
- Los trabajos del mar (1984)
- Miro la tierra (1987)
- Ciudad de la memoria (1990)
- El silencio de la luna (1996)
- La arena errante (1999)
- Siglo pasado (2000)
- Tarde o temprano (Poemas 1958-2009) (2009; poesía completa, FCE)
- Como la lluvia (2009)
- La edad de las tinieblas (2009)
- El espejo de los ecos (Taller de comunicación gráfica, 2012)

## Narrativa
- La sangre de Medusa y otros cuentos marginales (1959), relatos
- El viento distante (1963), relatos
- Morirás lejos (1967), novela
- El principio del placer (1972), relatos
- Las batallas en el desierto (1981), novela corta
- Tarde de agosto (1992), relatos

## Traduzione
- Cuatro cuartetos, di T. S. Eliot
- Cómo es, di Samuel Beckett
- Vidas imaginarias, di Marcel Schwob
- De profundis, di Oscar Wilde
- Un tranvía llamado deseo, di Tennessee Williams